# Huracán Jeanne (1980)
El huracán Jeanne fue un huracán moderado que se formó y se disipó en el Golfo de México sin tocar tierra. Fue el décimo ciclón tropical y el octavo huracán de la temporada de huracanes del Atlántico de 1980, Jeanne se desarrolló a lo largo del sur del Caribe el 7 de noviembre. Se movió con rapidez hacia el norte, y se intensificó a una tormenta tropical el 9 de noviembre. Entró en el sur del Golfo de México el 10 de noviembre. Se volvió hacia el oeste el 11 de noviembre, y se intensificó rápidamente a su intensidad máxima de 155 km/h (96,31 mph). Se debilitó el 12 de noviembre, y redujo su movimiento hacia adelante, el ciclón se debilitó aún más a una tormenta tropical debido a la intrusión de aire seco, y ejecutó un bucle hacia la derecha el 15 de noviembre. Se disipó el 16 de noviembre.
En ese momento, Jeanne fue el primero de los tres huracanes formados en el Golfo de México en noviembre. La tardía tormenta sorprendió a los intereses marítimos, y dos barcazas de remolque se desprendieron de sus buques. Indirectamente, el huracán produjo fuertes precipitaciones que alcanzaron un máximo de 590 mm (23,23 plg) en Cayo Hueso. Erosiones menores en las playas se produjeron a lo largo de la costa de Texas, donde las mareas fueron de dos a cuatro pies por encima de lo normal; inundaciones costeras afectaron al Estado, que ya había sido fuertemente afectado por los ciclones tropicales en agosto y septiembre. Jeanne no causó muertes.

## Historia meteorológica

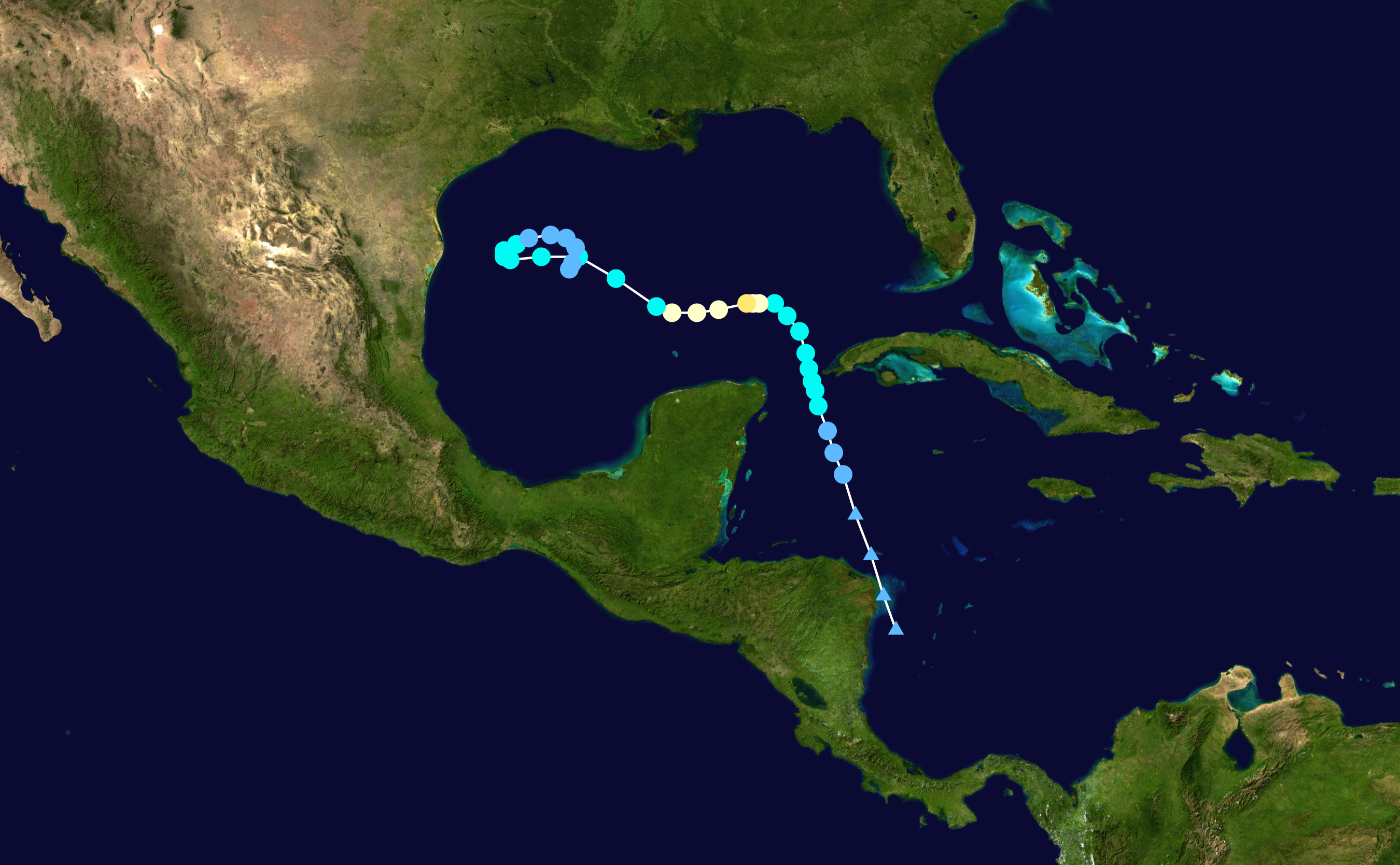
Trayectoria del huracán Jeanne

En la tarde del 7 de noviembre, un área de tiempo perturbado se organizó a depresión tropical 100 km (62,14 mi) al este del Caribe Norte, Nicaragua.
Sus orígenes se remontan a una onda tropical que se originó sobre el oeste de África el 26 de octubre. Las condiciones atmosféricas se parecían a un patrón de principios de otoño, y una gran dorsal estaba situada sobre el Golfo de México y el suroeste de Estados Unidos. La depresión se desplazó hacia el norte en el Mar Caribe, y el entorno favoreció un mayor desarrollo. El 9 de noviembre, la depresión se fortaleció a tormenta tropical con vientos de 65 km/h (40,39 mph). Más tarde, un avión de reconocimiento de la Fuerza Aérea informó de un refuerzo en el sistema, los vientos máximos sostenidos aumentaron a 80 km/h (49,71 mph), y se midió una presión mínima de 999 milibares. El ciclón tropical se movió hacia el norte en el sur del Golfo de México el 10 de noviembre. El movimiento hacia el norte de Jeanne fue bloqueado por la dorsal, y el ciclón se volvió lentamente hacia el oeste. El 11 de noviembre, Jeanne se intensificó rápidamente a un huracán mínimo, más tarde, alcanzó su intensidad máxima de 155 km/h (96,31 mph).
El 12 de noviembre, Jeanne se debilitó a un huracán de categoría 1. Entró en el oeste del Golfo de México, y su movimiento hacia adelante disminuyó debido a la dorsal y se movió hacia el este. Más tarde, Jeanne disminuyó a tormenta tropical con vientos de 105 km/h (65,24 mph). Una vaguada se desarrolló al oeste de Jeanne, y el ciclón se incrustó en un gradiente de presión débil. Aunque Jeanne brevemente volvió a intensificarse a 110 km/h (70 mph), el avance de un límite frontal trajo aire seco sobre el oeste del Golfo de México . Jeanne se debilitó a una depresión el 14 de noviembre. Ejecutó un bucle hacia la derecha, y se fusionó con el límite frontal el 16 de noviembre.

## Preparativos
Algunos residentes en Dauphin Island evacuados voluntariamente, estimulado por los recuerdos del Huracán Frederic de 1979 y el movimiento de Jeanne hacia el norte. 3.000 trabajadores fueron evacuados de sus plataformas petroleras, debido a las altas olas provocadas por Jeanne. El Centro Nacional de Huracanes aconsejó que las pequeñas embarcaciones permanecieran en los puertos desde Brownsville a Tarpon Springs. Los meteorólogos esperaban mareas de 0,6 metros (1,97 pies) por encima de lo normal en Luisiana, que superó los 1,2 m (3,94 pies) a lo largo de la costa Texas. En las parroquias de Terrebonne y Lafourche, las escuelas fueron cerradas debido a las incertidumbres con respecto a la senda de Jeanne. Se esperaba que el centro del huracán tocara tierra en el suroeste de Luisiana, aunque finalmente se quedó en alta mar, miles de residentes se trasladaron al interior, mientras que los funcionarios de Defensa Civil se mantuvieron alerta. Los meteorólogos esperaban precipitaciones localmente fuertes, aunque sugirieron que se mantendrían por debajo de los 203 mm (7,99 plg).